# J.V. de Groot

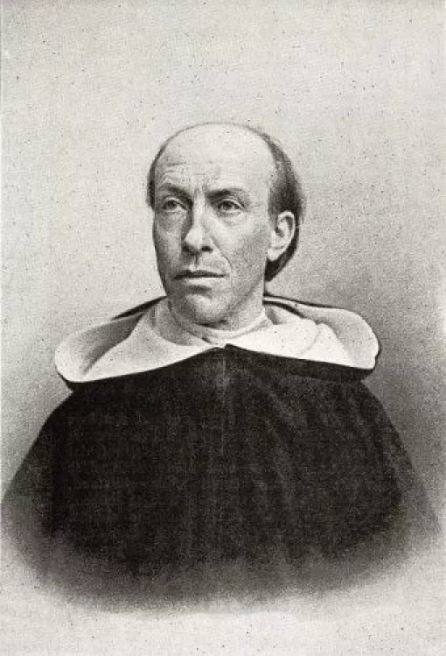
Prof. mag. dr. J.V. de Groot, O.P.

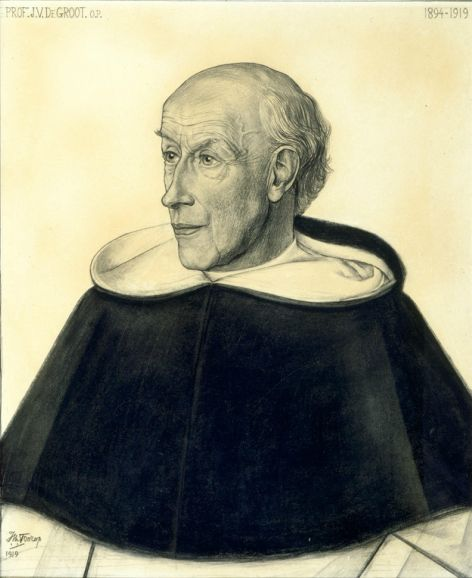
Tekening (1919) door Jan Toorop

Johannes Theodorus Petrus (Jan) de Groot, in combinatie met zijn kloosternaam bekend als Joannes Vincentius de Groot, doorgaans vermeld als J.V., O.P. (Schiedam, 4 juli 1848 – Amsterdam, 26 februari 1922), was een Nederlands pater dominicaan, theoloog en filosoof. Hij was in de periode 1870-1877 leraar aan het St. Dominicus College in Nijmegen en vanaf 1894 tot 1922 bijzonder hoogleraar in de Thomistische Wijsbegeerte aan de gemeentelijke Universiteit van Amsterdam.

## Levensloop

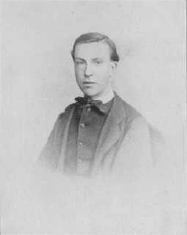
Jan de Groot in 1864

Jan de Groot vertrok in 1862 vanuit Schiedam naar het Dominicuscollege in Nijmegen voor zijn priesteropleiding en trad in 1866 in bij de Orde der Dominicanen te Huissen, waarbij hij de kloosternaam Vincentius koos. Tot priester gewijd in 1873. Dominicaans lectoraat in de wijsbegeerte en theologie  magna cum laude te Huissen in 1878.
Pater De Groot verwierf lokaal te Nijmegen en ook landelijk faam als auteur en vooral als spreker. Gaf als leraar te Nijmegen ook colleges apologetiek en godsdienstgeschiedenis. Schreef daarover een handboek in het Latijn: Summa apologetica de Ecclesia Catholica ad mentem S. Thomae Aquinatis (eerste druk 1890). Al eerder schreef hij een monumentale studie Leven van den H. Thomas van Aquino, Kerkleeraar en patroon der studien (1882), waarmee hij de aanzet gaf tot de opbloei van het neothomisme in Nederland.
In 1885 behaalde De Groot in Rome de titel ‘Magister in de Godgeleerdheid’. Het Nederlands Episcopaat benoemde hem op 12 juli 1894 tot eerste titularis van de nieuwe bijzondere leerstoel in de Thomistische Wijsbegeerte aan de gemeentelijke Universiteit te Amsterdam. Op 1 oktober 1894 hield hij zijn inaugurele rede De H. Thomas van Aquino als wijsgeer.
De Groot was in Nederland de pleitbezorger bij uitstek van het herleefd Thomisme. Hij gold ook als strijdbaar voorman van de katholieke emancipatie.
Zeer talrijk waren De Groots geschriften. Tijdens zijn professoraat publiceerde hij onder meer in 1900: Levenswijding. Drie voordrachten voor het St. Thomasgenootschap der R.K. Studenten te Leuven;
in 1910 verscheen zijn Denkers van onzen tijd. Spencer, Du Bois-Reymond, Pasteur, Brunetiere, Newman en in 1917 Denkers over ziel en leven. De H. Thomas van Aquino en de nieuwe Biologie, René Descartes, Boerhaave, Main de Biran, Lacordaire.

## Eerbetoon

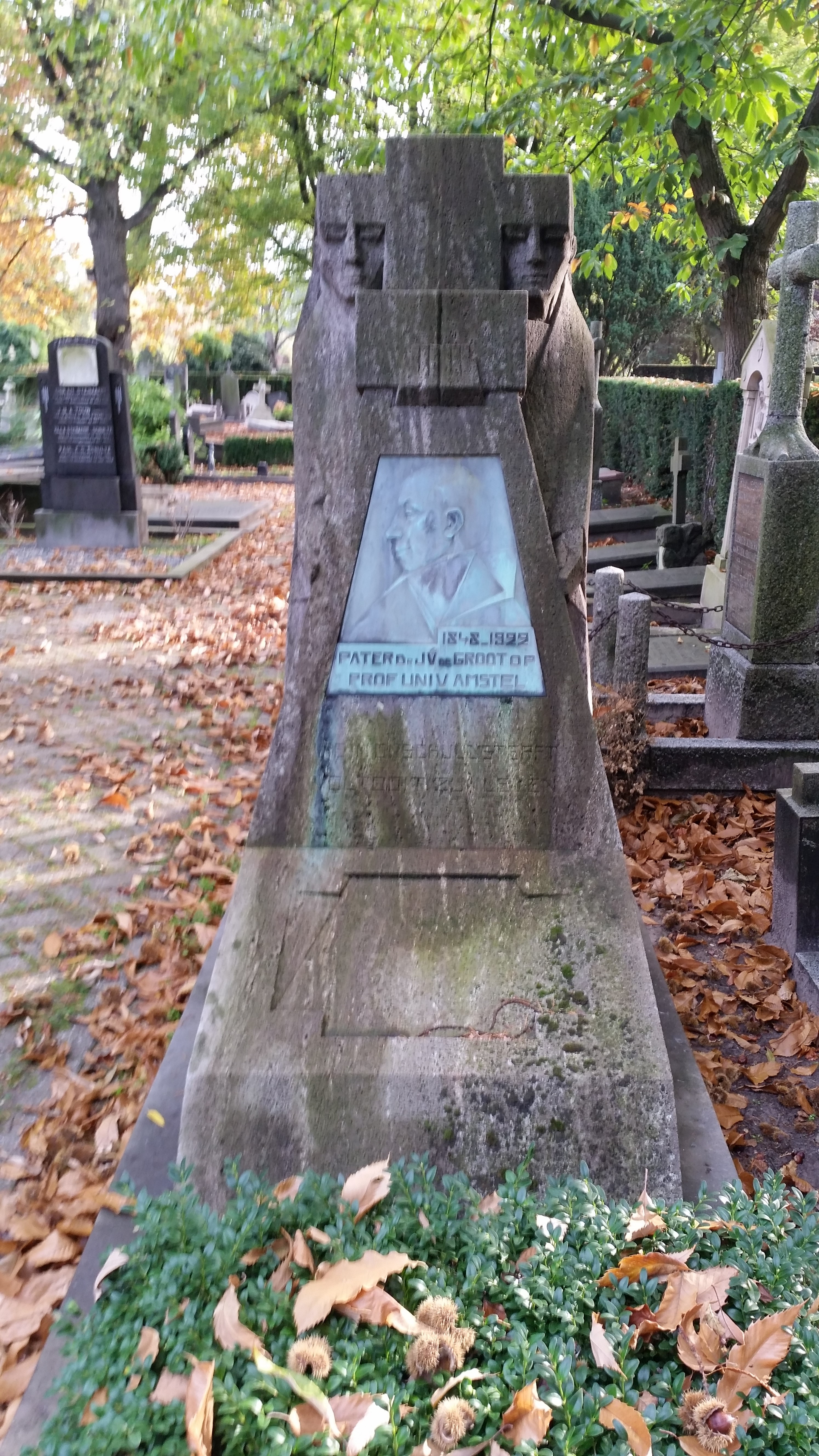
Grafmonument J.V. de Groot

Op 1 oktober 1919 vierde De Groot onder zeer grote belangstelling zijn zilveren ambtsjubileum aan de Amsterdamse Universiteit. Bij die gelegenheid werd een portret van hem door Jan Toorop vervaardigd. In 1921 kreeg De Groot het verzoek om de literator Frederik van Eeden te begeleiden bij diens doopvoorbereiding.
Op 26 februari 1922 overleed De Groot te Amsterdam. Hij werd ter aarde besteld op de Rooms-Katholieke Begraafplaats Buitenveldert. Duizenden woonden zijn uitvaart bij.

## Grafmonument
Op 2 juni 1923 werd, op initiatief van het Nationaal Comité tot de vorming van een Pater De Groot-stichting, het door Pieter Biesiot vervaardigde grafmonument onthuld, waarbij onder meer het woord werd gevoerd door De Groots opvolger te Amsterdam, zijn ordegenoot Reinier Welschen. Het monument bestaat uit moezelkalk en hardsteen met een bronzen plaquette met een beeltenis van de overledene. De ingehouwen tekst luidt: "Wie in onschuld sterft / voltooit zijn leven". Biesiot wilde met het beeld de eenheid tussen geloof en wetenschap (twee lichtstralen uit dezelfde bron Gods) uitbeelden. Aan de linkerzijde heeft hij een wijsgeer afgebeeld, aan de rechterzijde een priester. Daartussen bevindt zich het kruis; de dwarsbalk van het kruis wordt daarbij gevormd door de twee voorhoofden van de personen. Beiden houden voorts een boek vast, teken van wijsheid.